# ГЕС Maojiahe
ГЕС Maojiahe (毛家河水电站) — гідроелектростанція на півдні Китаю у провінції Ґуйчжоу. Знаходячись між ГЕС Ваньцзякоуцзи (вище по течії) та ГЕС Xiǎngshuǐ, входить до складу каскаду на річці Gexiang (Qingshui), правій твірній Beipan, котра, своєю чергою, є лівим витоком Hongshui (разом із Qian та Xun утворює основну течію річкової системи Сіцзян, яка завершується в затоці Південнокитайського моря між Гуанчжоу та Гонконгом).
У межах проєкту річку перекрили греблею з ущільненого котком бетону висотою 75 метрів, довжиною 173 метри та товщиною від 7 (по гребеню) до 60 (по основі) метрів. Вона утримує водосховище з об'ємом 12 млн м3 (корисний об'єм 6,7 млн м3), в якому припустиме коливання рівня поверхні в операційному режимі між позначками 1285 та 1300 метрів НРМ. Під час повені об'єм водойми може зростати до 12,8 млн м3.
Зі сховища через правобережний гірський масив прокладено дериваційний тунель довжиною близько 4,5 км, який подає ресурс до наземного машинного залу. Тут встановлено три турбіни типу Френсіс потужністю по 60 МВт, котрі використовують напір у 126 метрів та забезпечують виробництво 651 млн кВт·год електроенергії.
Видача продукції відбувається по ЛЕП, розрахованій на роботу під напругою 220 кВ.